# Prosopocera nigropunctata
Prosopocera nigropunctata là một loài bọ cánh cứng trong họ Cerambycidae.